# Mariko Yamazaki
Mariko Yamazaki es una deportista japonesa que compitió en triatlón. Ganó una medalla de oro en el Campeonato Asiático de Triatlón de 1997.

## Palmarés internacional
| Campeonato Asiático | Campeonato Asiático        | Campeonato Asiático | Campeonato Asiático |
| Año                 | Lugar                      | Medalla             | Prueba              |
| ------------------- | -------------------------- | ------------------- | ------------------- |
| 1997                | Bahía de Súbic (Filipinas) | Medalla de oro      | Individual          |